# Christoph Gruber

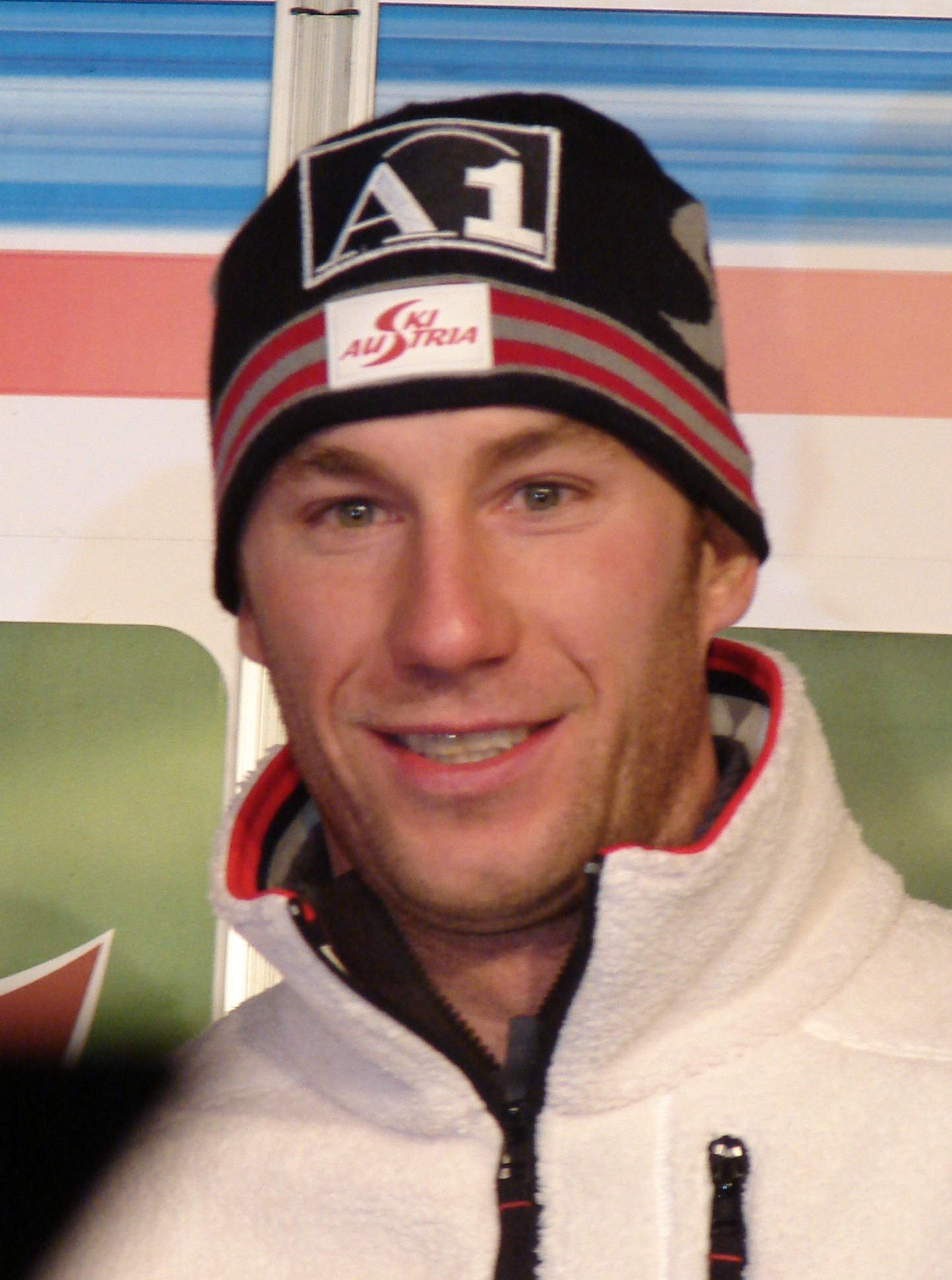
Christoph Gruber.

Christoph Gruber nació el 25 de marzo de 1976 en Schwaz (Austria), es un esquiador que tiene 5 victorias en la Copa del Mundo de Esquí Alpino (con un total de 14 podiums).

## Resultados

### Juegos Olímpicos de Invierno
- 2002 en Salt Lake City, Estados Unidos
  - Eslalon Gigante: 5.º
  - Super Gigante: 7.º
  - Descenso: 20.º
- 2006 en Turín, Italia
  - Super Gigante: 19.º

### Campeonatos Mundiales
- 2001 en Sankt Anton am Arlberg, Austria
  - Eslalon Gigante: 12.º
  - Super Gigante: 19.º
- 2003 en St. Moritz, Suiza
  - Super Gigante: 14.º
- 2007 en Åre, Suecia
  - Super Gigante: 4.º

### Copa del Mundo

#### Clasificación general Copa del Mundo
- 1998-1999: 71.º
- 1999-2000: 75.º
- 2000-2001: 11.º
- 2001-2002: 11.º
- 2002-2003: 14.º
- 2003-2004: 15.º
- 2004-2005: 13.º
- 2005-2006: 23.º
- 2006-2007: 17.º
- 2007-2008: 12.º
- 2008-2009: 54.º

#### Clasificación por disciplinas (Top-10)
- 2000-2001:
  - Super Gigante: 2.º
- 2001-2002:
  - Super Gigante: 8.º
  - Eslalon Gigante: 10.º
- 2002-2003:
  - Super Gigante: 6.º
  - Eslalon Gigante: 9.º
  - Combinada: 9.º
- 2003-2004:
  - Eslalon Gigante: 10.º
- 2004-2005:
  - Combinada: 7.º
  - Descenso: 9.º
- 2005-2006:
  - Super Gigante: 9.º
- 2006-2007:
  - Super Gigante: 7.º
- 2007-2008:
  - Super Gigante: 5.º

#### Victorias en la Copa del Mundo (5)

##### Super Gigante (4)
| Fecha                 | Lugar                  |
| --------------------- | ---------------------- |
| 28 de enero de 2001   | Garmisch-Partenkirchen |
| 20 de febrero de 2005 | Garmisch-Partenkirchen |
| 29 de enero de 2006   | Garmisch-Partenkirchen |
| 21 de febrero de 2008 | Whistler               |

##### Eslalon Gigante (1)
| Fecha                   | Lugar  |
| ----------------------- | ------ |
| 21 de diciembre de 2000 | Bormio |